# 松永喬
松永 喬 (まつなが たかし、英: Takashi Matsunaga、1943年3月28日 -  1969年9月4日) 
は、日本のレーシングドライバー、オートバイ・ロードレーサー。1967年から全日本ロードレース選手権の最高峰クラス連覇を達成した。身長163cm、体重57kg。
鈴鹿サーキットのスプーンカーブ手前にある通称「マッチャンコーナー」は松永の愛称が由来となっている。

## 経歴
1960年代後半、ホンダのオートバイレーサーとして多くの好成績を記録。ホンダのホームコースである鈴鹿を得意とし、コーナーリングフォームが美しくテクニックも非凡であると評される。
1967年から1968年は最高峰カテゴリであるセニア251cc以上クラスで全日本チャンピオンを連覇。シリーズ戦ではなかった1966年大会も松永が勝っているのと合わせ全日本選手権3年連続制覇となった。この実績によりMFJ最優秀選手に選ばれ、星野一義、菱木哲哉、西信之とともに45日間に及ぶヨーロッパ研修旅行が与えられ、マン島TTレースをはじめとする欧州現地のスポーツを視察・研修で回った。
ヨーロッパからの帰国直後、1969年8月10日の4輪レース「鈴鹿12時間耐久自動車レース」にホンダ・R1300 7号車で参戦中、夜8時過ぎにヘアピンからスプーンカーブへと向かう右高速コーナー（135R）で前を走っていたマシンを追い抜こうとして接触、ハイスピードのままガードレールに激突したところに後続を走っていたマシンが突っ込んでしまい、多重炎上事故となった。松永は車両から救出されたが広い範囲にやけどを負っており、一時は回復傾向が見られたものの、事故から25日後の9月4日に死去。26歳没。予定では10月18-19日に行われる日本グランプリロードレース（2輪）に出場が決まっていた。
ホンダの後輩であり1978年全日本ロードレースチャンピオンとなる上田公次は1972年の取材にて尊敬する人物に松永を挙げ、「レースでのテクニックはもちろん、彼の人間性が好きだった。親切で温かみのあるアドバイスは今も忘れられない。」とその人柄を語っている。また、ライバル・ヤマハのエース金谷秀夫は「コーナリングについては、一緒に走ってて一番きれいなライン通るなと思ったのは亡くなった松永選手ですね。速くてスムーズで。」とその技術を述べている。

## レース戦歴

### 全日本ロードレース選手権
| 年     | チーム             | 車両   | 区分   | クラス  | 1   | 2     | 3   | 4   | 5   | 6   | 順位 | ポイント |
| ------ | ------------------ | ------ | ------ | ------- | --- | ----- | --- | --- | --- | --- | ---- | -------- |
| 1969年 | テクニカルスポーツ | ホンダ | セニア | 251cc超 | FSW | SUZ 5 | SUZ | SUZ | SUZ | SUZ | 16位 | 2        |